# Wilhelm Dittmann (Propst)
Wilhelm Bruno Dietrich Dittmann (* 15. Januar 1915 in Berlin; † 17. August 1988) war ein deutscher evangelischer Pfarrer, Superintendent im Berliner Kirchenkreis Neukölln und zuletzt Propst in der Evangelischen Kirche Berlin-Brandenburg.

## Werdegang
Wilhelm Dittmann wurde am 5. Januar 1915 in Berlin-Wilmersdorf als Sohn des Rechtsanwaltes und Notars Fritz Dittmann und seiner Frau Sophie, geb. Warschauer, geboren. Konfirmiert wurde er 1931 in der Schöneberger Apostel-Paulus-Kirche von Pfarrer Eitel-Friedrich von Rabenau, durch den er in Kontakt mit der Bekennenden Kirche kam. Dittmann besuchte das Hohenzollern-Gymnasium in Berlin-Schöneberg, an dem er 1934 als Primus sein Abitur ablegte. Dennoch erhielt er aus rassenpolitischen Gründen der Nationalsozialisten keine Hochschulreife, da seine Mutter Jüdin war. Somit konnte er seinen Wunsch, Theologie zu studieren, nicht an einer deutschen staatlichen Universität verwirklichen. Im gleichen Jahr trat Dittmann in die Bekennende Kirche ein und begann sein Theologiestudium an der Kirchlichen Hochschule In Bethel, das er dann in der Schweiz an der Theologischen Schule Basel und anschließend an der Universität Basel fortsetzte. Dort studierte er u. a. bei Karl Barth, Eduard Thurneysen und Wilhelm Vischer. Nach plötzlicher Erteilung der deutschen Hochschulreife konnte Dittmann sein Studium in Tübingen fortsetzen und promovierte dort bei Gerhard Kittel mit Die Auslegung der Urgeschichte 1. Mose 1-3 im Neuen Testament. Hier verlobte er sich auch mit Margarete Leitner, die er auf Grund der Rassengesetze als „jüdischer Mischling“ allerdings nicht heiraten konnte.
Sein (illegales) erstes theologisches Examen in der Bekennenden Kirche legte er 1939 bei Martin Albertz in Berlin-Spandau ab. Nach seinem Vikariat in der Kirche am Hohenzollernplatz in Berlin-Wilmersdorf 1939, das durch seinen Wehrdienst verkürzt wurde, wirkte er im Pfarrsprengel Christianstadt/Bober, Billendorf, Laubnitz und Droskau (Kreis Sorau), da die Gemeinden durch den Kriegsdienst ihrer Pfarrer vakant waren. Dort legte er 1941 auch seine zweite theologische Prüfung in der Bekennenden Kirche ab, die im Rahmen einer Visitation durch Otto Dibelius und Günther Harder in den von ihm versorgten Notgemeinden erfolgte. Dittmann wurde am 20. Mai 1942 bei der Pfingstrüste der Bekennenden Kirche in der Martin-Luther-Kirche in Berlin-Lichterfelde durch Otto Dibelius und Erich Andler ordiniert.

## Kriegszeit und Gefangenschaft
Zwischen erstem und zweitem theologischen Examen wurde Dittmann von 1939 an kriegsverpflichtet, wegen seiner jüdischen Abstammung allerdings 1941 als „wehrunwürdig“ aus dem Wehrdienst entlassen. Ostern 1944 wurde er durch die Gestapo verhaftet und im „Sonderkommando J“ zur Zwangsarbeit im Ruhrgebiet eingesetzt.
Nach dem Kriegsende geriet Dittmann in amerikanische Kriegsgefangenschaft. Durch eine Verwechslung eines US-Offiziers wurde er statt in ein Lager für „Verschleppte Personen“ in ein französisches Kriegsgefangenenlager nach Rennes in der Bretagne verbracht und dort von den Franzosen als Lagerpfarrer eingesetzt. Als der Irrtum seiner Einweisung entdeckt wurde, blieb er um der Kameraden willen freiwillig dort als Seelsorger. Im Lager richtete er ein Seminar für kriegsgefangene evangelische Theologiestudenten ein. Das Angebot einer theologischen Lehrtätigkeit in Montpellier lehnte er zu Gunsten einer Entlassung nach Deutschland 1946 ab.

## Nach 1945

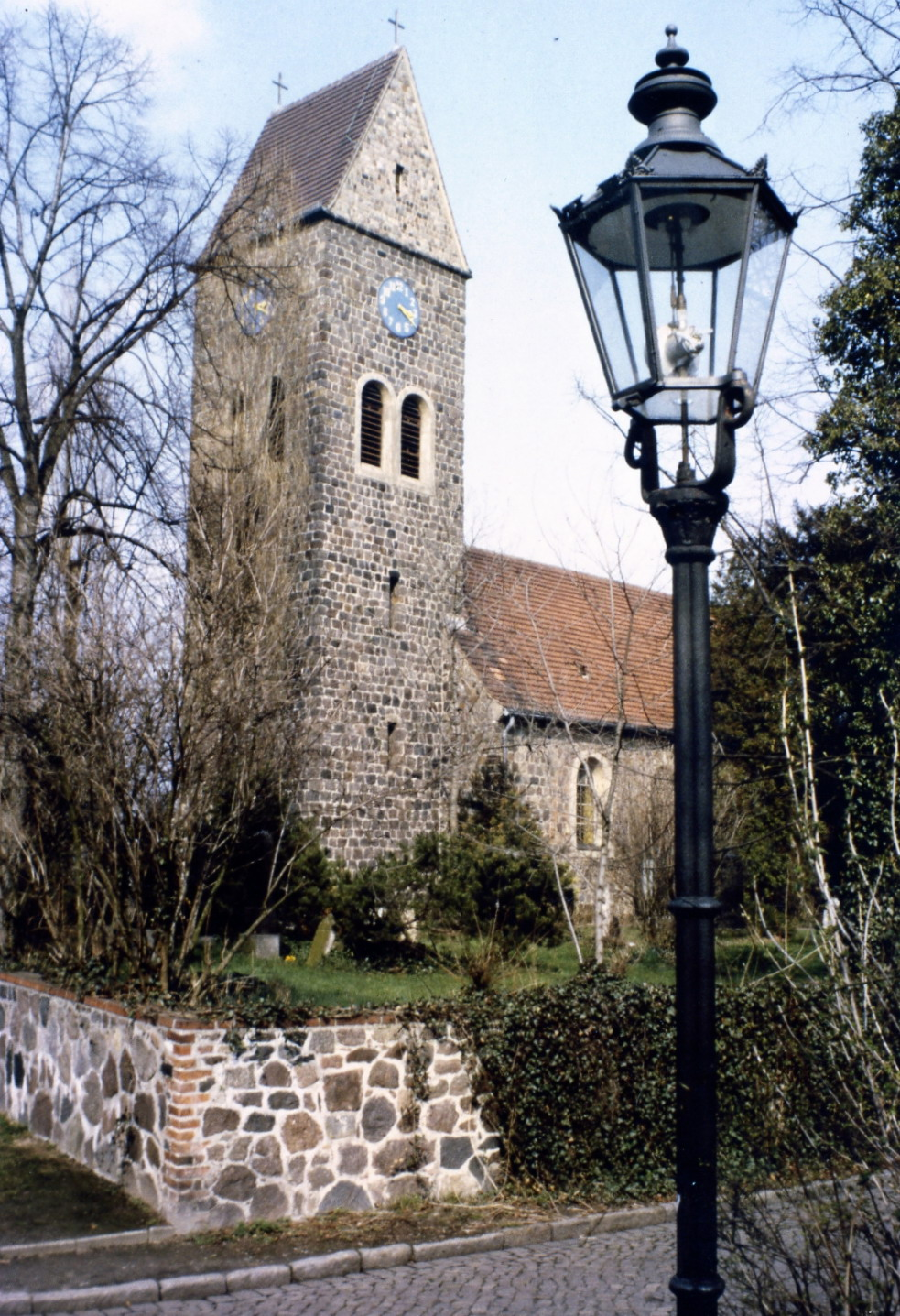
Kirche in Berlin-Lichtenrade. Wirkungsort Wilhelm Dittmanns von 1946 bis 1954

Über die französische Besatzungszone konnte Dittmann in die Heimat der Braut nach Esslingen reisen, wo das Paar nach neunjähriger Verlobungszeit am 16. Februar 1946 heiraten konnte. Nach einer kurzen Vertretungszeit als Pfarrer in Esslingen kehrte Dittmann 1946 nach Berlin (West) zurück und erhielt die Anerkennung als Pfarrer für die Evangelische Kirche in Berlin-Brandenburg. Noch im gleichen Jahr wurde er in die Kirchengemeinde Berlin-Lichtenrade im amerikanischen Sektor Berlins berufen. Die Pfarrstelle war vakant, da beide Vorgänger als Mitglieder der den Nationalsozialisten nahe stehenden Deutschen Christen vor der Sowjetarmee aus der Gemeinde geflohen waren. Zusätzlich übernahm er die Aufgabe des Jugendpfarrers im Kirchenkreis Kölln-Land II.
1950 wurde Dittmann in die Provinzialsynode gewählt, ab 1954 war er Mitglied im Stadtsynodalausschuss, zum 1. August 1954 wurde er von der Kreissynode des 1947 gebildeten Kirchenkreises Neukölln zum Superintendenten gewählt. Mit 39 Lebensjahren war er der jüngste Superintendent Berlins. Ab 1963 war er Mitglied der Kirchenleitung.

## Wirken als Propst

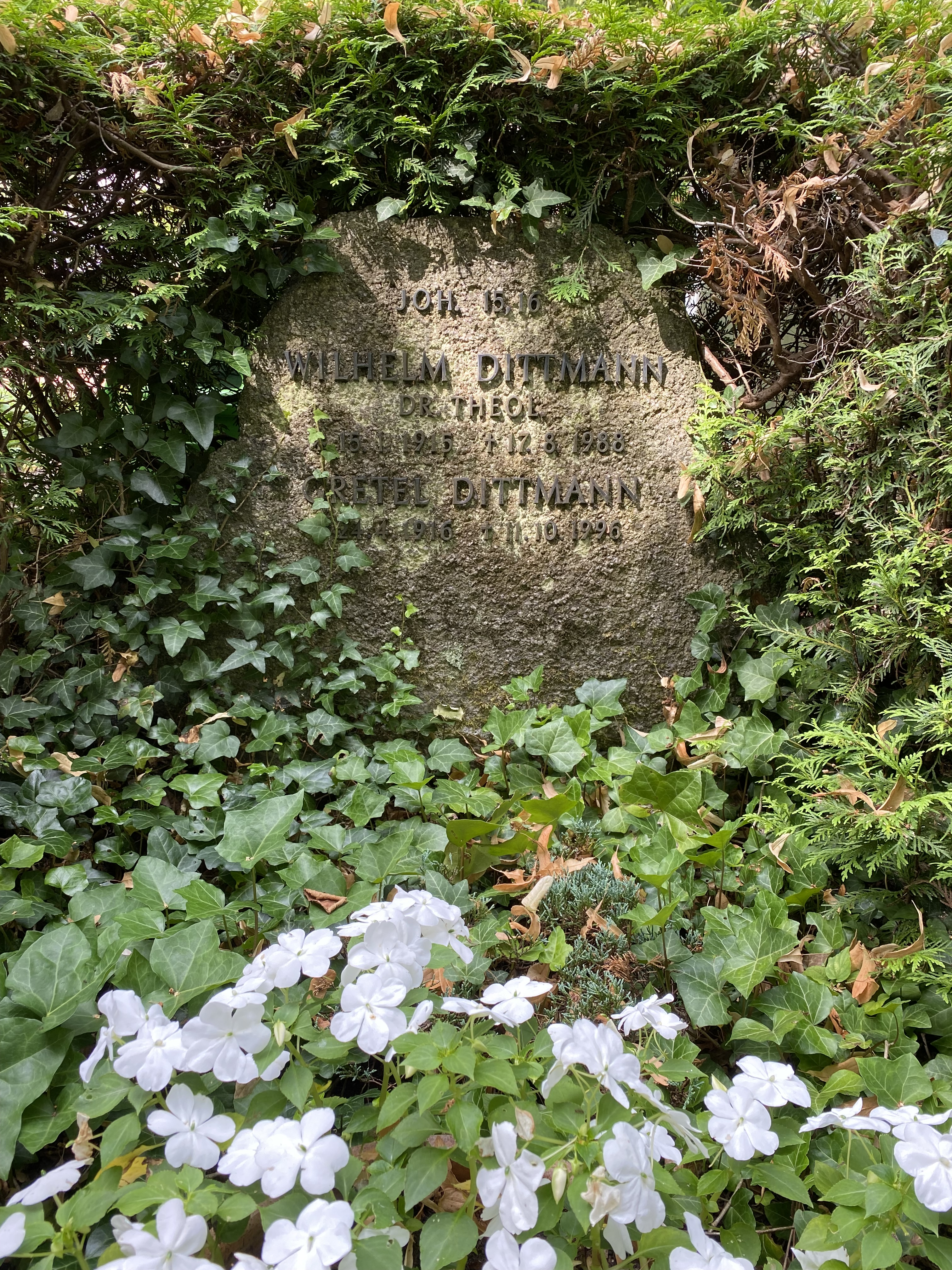
Grabstätte auf dem Friedhof Dahlem

Als Nachfolger von Martin Schutzka (* 28. Januar 1908; † 4. September 1978) wurde Dittmann 1970 von der Kirchenleitung zum Propst der Evangelischen Kirche Berlin Brandenburg für den Bereich Berlin (West) berufen und am 14. April 1970 in einem Gottesdienst in der Kaiser-Wilhelm-Gedächtniskirche durch Bischof Kurt Scharf in sein Amt eingeführt. Er begann seine Tätigkeit in einer kirchenpolitisch stark polarisierten West-Berliner evangelischen Kirche. Dies zeigte sich besonders in dem ihm neu übertragenen Aufgabengebiet des gesamten theologischen Ausbildungswesens. In einem Kreis um ihn wurde das Konzept eines „Praktisch-Theologischen Ausbildungsseminars“ (PTA) entwickelt, das 1973 das traditionelle Ausbildungsmodell des Predigerseminars ersetzte. Dies brachte ihm auch den Titel „Vater des PTA“ ein. Häufig musste Dittmann das PTA und die Pfarramtskandidaten gegen politische Vorwürfe in Schutz nehmen, was ihm heftige Kritik konservativer Kreise einbrachte. Gleichwohl gelang es ihm, vermittelnd zwischen den Konfliktparteien zu wirken.
Dittmann pflegte auch den Kontakt mit dem Ostteil der Berlin-Brandenburgischen Kirche. Bei der Einführung von Bischof Albrecht Schönherr 1973 assistierte er in Vertretung des von den DDR-Behörden ausgesperrten Bischofs Scharf. 1973 besuchte er auch die (schwarze) lutherische Kirche in Südafrika, mit der die Berliner Kirche durch partnerschaftliche Beziehungen verbunden war und übte starke Kritik an der Politik der Rassentrennung der weißen Regierung. Weitere Verdienste erwarb er sich im Dialog zwischen Christen und Juden.
Nach Ablauf seiner 10-jährigen Amtszeit 1980 trat Dittmann in den Ruhestand. Zu seinem Nachfolger im Propstamt wurde der Direktor des Berliner Missionswerkes Uwe Hollm berufen. Dittmann verstarb infolge eines Schlaganfalls im Alter von 73 Jahren am 17. August 1988. Er wurde auf dem Friedhof Dahlem (Feld 009-35) bestattet.

## Mitgliedschaften
Seit 1961 war Dittmann Mitglied des Kuratoriums der Kirchlichen Hochschule Berlin, an der er auch einen Lehrauftrag hatte.
In der Zeit des Wirkens von Schifferpfarrer Wallmann war Dittmann Vorsitzender des Vereins zur kirchlichen Fürsorge für die Fluß- und Kanalschiffer e. V. – Berlin / Ev. – Binnenschiffergemeinde Berlin und Brandenburg.
Auf der konstituierenden Sitzung des Kuratoriums der Schleiermacherschen Stiftung wurde Dittmann zum Vorsitzenden gewählt. Aufgabe der Stiftung ist es, in Zusammenwirkung von Berliner Senat und evangelischer Kirche eine kritische Gesamtausgabe der Werke des Berliner Theologen und Philosophen Friedrich Schleiermacher herauszugeben.
Mit der Zeichnung der ersten Anteile 1979 wurde Dittmann einer der ersten Mitglieder des „Förderkreises der Ökumenischen Entwicklungsgenossenschaft (Ecumenical Development Cooperative Society – EDCS) innerhalb der Evangelischen Kirche in Berlin-Brandenburg (Berlin West) e.V“.
Wilhelm Dittmann war Mitbegründer der Telefonseelsorge Berlin.
Seit 3. Juni 1969 war Dittmann stellvertretender Vorsitzender des Rates der Evangelischen Kirche der Union.
Ein weiteres Amt bekleidete er als Kuratoriumsvorsitzender der Evangelischen Akademie zu Berlin.

## Veröffentlichungen
- Wilhelm Dittmann (Hrsg.): Dibelius, Otto: So habe ichʼs erlebt. Selbstzeugnisse. CZV – Christlicher Zeitschriftenverlag, Berlin 1980, ISBN 3-7674-0169-X.
- Wilhelm Dittmann, G. von Glowczewski, F. Pauli, M. Richter, R. Stawinski (Hrsg.): Berlin. 750 Jahre. Kirchen und Klöster. HB Verlags- und Vertriebs-Gesellschaft, Hamburg 1987, ISBN 3-616-06724-3.